# برج دیدبانی کاخ بابل
برج دیدبانی کاخ بابل مربوط به دوره پهلوی است و در بابل، مرکز شهر واقع شده ،  این اثر در تاریخ ۸ دی ۱۳۵۲ با شمارهٔ ثبت ۱۵۲۸ به‌عنوان یکی از آثار ملی ایران به ثبت رسیده است.                                                                                                       این بنا در اسفند سال ۱۳۹۶ به موزه تبدیل شد.

## پیشینه
برج دیدبانی کاخ بابل، بخشی از مجموعه کاخ‌های سلطنتی دوره پهلوی در شهر بابل است. این برج، همزمان با احداث کاخ‌های سلطنتی، در ضلع غربی محوطه کاخ بنا گردید. هدف از ساخت این برج، ایجاد یک نقطه دیدبانی مرتفع برای نظارت بر محوطه کاخ و اطراف آن بوده است. معماری برج دیدبانی، با طراحی هشت ضلعی و دو طبقه، نمونه‌ای از معماری دوره پهلوی را به نمایش می‌گذارد.

## معماری و ویژگی‌ها
برج دیدبانی کاخ بابل، بنایی هشت ضلعی است که در دو طبقه ساخته شده است. طبقه دوم برج، از طبقه اول کوچکتر است. مصالح به کار رفته در ساخت برج، شامل آجر و گچ است. طراحی برج، با استفاده از عناصر معماری ایرانی و اروپایی، تلفیقی از سبک‌های معماری دوره پهلوی را نشان می‌دهد. برج دارای پنجره‌های متعدد است که امکان دیدبانی از زوایای مختلف را فراهم می‌سازد.

## تبدیل به موزه
در اسفند سال ۱۳۹۶، برج دیدبانی کاخ بابل به موزه تبدیل شد. این اقدام، با هدف حفظ و معرفی این اثر تاریخی به گردشگران و علاقه‌مندان به میراث فرهنگی انجام شد. موزه برج دیدبانی، با نمایش آثار تاریخی و فرهنگی مرتبط با دوره پهلوی، به یکی از جاذبه‌های گردشگری شهر بابل تبدیل شده است.

## وضعیت کنونی
امروزه، برج دیدبانی کاخ بابل به عنوان یکی از آثار ملی ایران و یک موزه فعال، مورد بازدید گردشگران قرار می‌گیرد. با این حال، گزارش‌هایی مبنی بر نیاز به مرمت و بازسازی این اثر تاریخی منتشر شده است. امید است که با توجه به اهمیت این بنا، اقدامات لازم برای حفظ و نگهداری آن انجام شود.

## نگارخانه

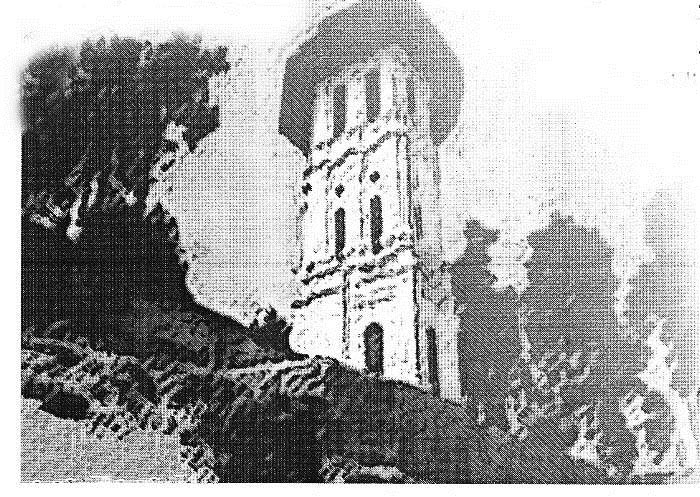
نگاره‌ای قدیمی از برج دیدبانی بابل
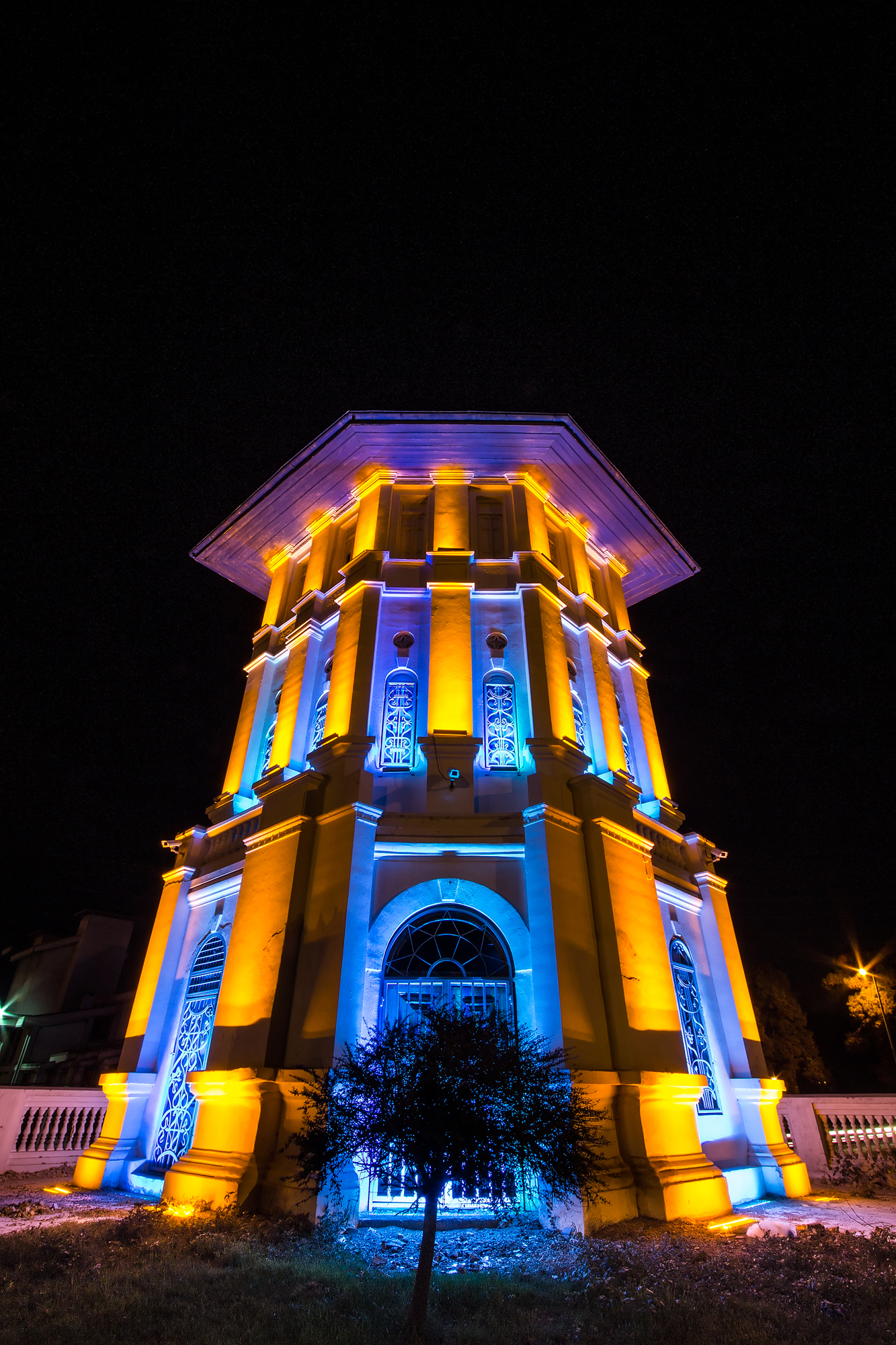
برج دیده‌بانی بابل در شب